# 織田親基
織田 親基（おだ ちかもと）は、鎌倉時代初期から活動した武将。平親真の子とされ、織田氏の祖とする説がある。子に親行、基行。